# Diana Wynne Jones
Diana Wynne Jones (16 tháng 8 năm 1934 – 26 tháng 3 năm 2011), là nhà văn người Anh chuyên về thể loại văn học giả tưởng cho thiếu nhi và người lớn, ngoài ra bà cũng có một số tác phẩm khác không thuộc thể loại này. Một số các tác phẩm nổi tiếng nhất của bà gồm có bộ Biên niên sử Chrestomanci, Lâu đài bay của pháp sư Howl,Ngôi Nhà Nghìn Hành Lang.

## Tiểu sử
Diana Wynne Jones sinh ngày 16 tháng 8 năm 1934 tại London, là con gái của Marjorie (née Jackson) và Richard Aneurin Jones, cả hai người đều làm trong ngành giáo dục. Khi chiến tranh nổ ra, chỉ một thời gian ngắn sau sinh nhật thứ năm của bà, bà được đưa đi sơ tán ở Wales, và đã trải qua nhiều lần thay đổi nơi ở, từ Coniston Water, York, và cuối cùng quay lại London. Vào năm 1943, cuối cùng gia đình bà ổn định lại ở Thaxted, Essex; nơi cha mẹ bà điều hành một trung tâm hội nghị chuyên về giáo dục. Tại đây, bà và hai người em gái, Isobel (sau này là Isobel Armstrong, nhà phê bình văn học) và Ursula trải qua một tuổi thơ ít được quan tâm và phải tự chăm sóc bản thân. Bà học tại Trường Thánh Anne, thuộc Đại học OxfordOxford, và đã được nghe các bài giảng của hai nhà văn lớn, J. R. R. Tolkien và C. S. Lewis trước khi tốt nghiệp năm 1956.